# Kummerow (Friedland)
Kummerow (niedersorbisch Komorow) ist ein Ortsteil der amtsfreien Stadt Friedland im Landkreis Oder-Spree (Brandenburg). Kummerow war bis zur Eingemeindung nach Friedland im Jahr 2001 eine selbständige Gemeinde.

## Geographie
Kummerow liegt etwa 4,7 km nordwestlich der Kernstadt Friedland (Niederlausitz) an der Spree. Die Gemarkung grenzt im Norden an die Kernstadt Beeskow, im Osten an Zeust, im Süden an Leißnitz (beide genannten Orte sind Ortsteile der Stadt Friedland), im Süden an Ranzig (Ortsteil der Gemeinde Tauche) und im Westen an Kohlsdorf (Ortsteil der Stadt Beeskow).
Durch den Ort führt die K6715 hindurch. Der Ortskern liegt auf 48 m. Die höchste Erhebung mit 63,9 m liegt nordöstlich des Ortskerns, der tiefste Punkt ist mit einem durchschnittlichen Pegel von 40,7 m die Spree.
Im nördlichsten Teil der Gemarkung berührt der Friedländer Grenzgraben die Gemarkung. Dessen höchste Erhebung mit 64,1 m liegt nordöstlich des Ortskerns.
Bevölkerungsentwicklung von 1774 bis 2000

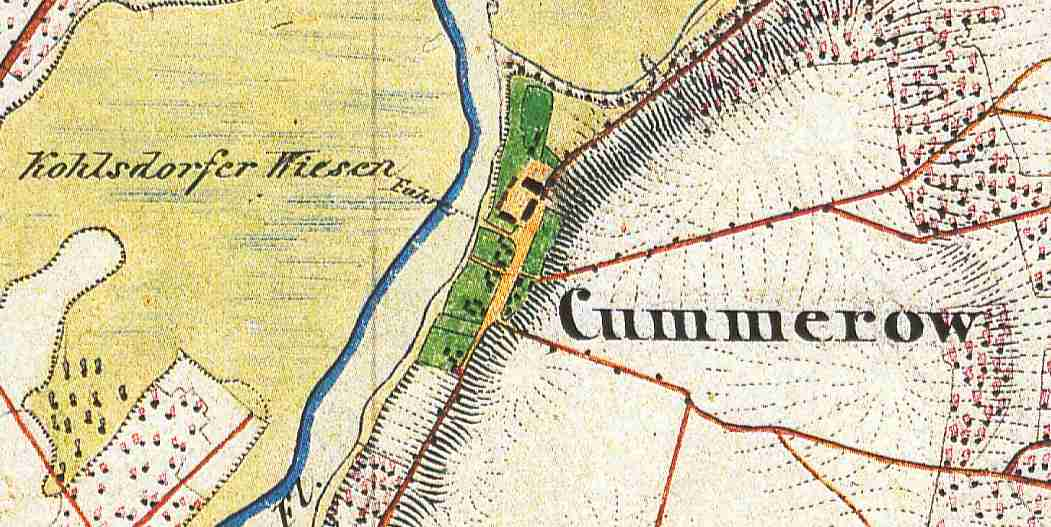
Kummerow auf dem Urmesstischblatt 3851 Beeskow von 1846

| Jahr      | 1774 | 1801 | 1818 | 1837 | 1858 | 1895 | 1925 | 1939 | 1946 | 1964 | 1971 | 1981 | 1991 | 2000 |
| Einwohner | 88   | 82   | 66   | 97   | 109  | 90   | 125  | 101  | 159  | 115  | 120  | 136  | 127  | 131  |

## Geschichte
Kummerow wurde 1418 erstmals in einer Urkunde erwähnt. Der Ort ist sicher älter. Der Name ist von slaw. *Komorov- Ort, wo es viele Mücken gibt abgeleitet, zu *komor = Mücke. Nach seiner Struktur ist es ein Gassendorf mit Gut.
1576 gab es vier Bauern- und neun Kossätengüter in Kummerow sowie einen Häusler. Allerdings waren sieben Kossätenstellen unbesetzt. 1600 gehörten zum Gut neun Ritterhufen, die Bauern bewirtschafteten ebenfalls neun Hufen. Fünf Kossäten wohnten im Ort. In einer Urkunde aus dem Jahre 1652 wird berichtet, dass das Schulzengut mit drei Hufen schon „vor langer Zeit“ ausgekauft und zum Rittergut gezogen worden war. Auch zwei der drei anderen Bauernhöfe mit jeweils zwei Hufen waren noch nicht wieder besetzt und wurden vom Rittergut mit bewirtschaftet. Das restliche Bauerngut war unter zwei Kossäten aufgeteilt worden. Auch drei der sechs Kossätenstellen waren nicht besetzt. Der einzige Büdner des Dorfes arbeitete als Drescher beim Junker. 1692 hatte sich die Situation noch nicht wesentlich geändert. Inzwischen waren aber wieder fünf Kossäten in Kummerow ansässig geworden. Die Feldmark hatte nur schlechte Felder, auf denen kaum das dritte Korn gewonnen wurde. Die Wiesen des Dorfes wurden oft durch Hochwässer der Spree verdorben. Die Bewohner hatten zwar Brennholz, aber kein Bauholz auf der Gemarkung. Auch die Hütung des Viehs war dürftig. Die Bewohner durften nicht fischen und auch keine Schafe halten. 1727 wird die Größe der genutzten landwirtschaftlichen Fläche mit 14 Hufen angegeben. 1745 gab es ein Vorwerk, eine Schäferei und ein Weinberg. Nur fünf Kossäten mit ihren Familien lebten in Kummerow. 1775 lebten sechs Kossäten und sechs Büdner mit ihren Familien im Ort; es gab 13 Feuerstellen, eine davon in einem Mehrfamilienhaus. 1801 wohnten sechs Kossäten und zwei Einlieger. Die Gemarkung der Gemeinde war 14 Hufen groß, das Gut neuen Hufen. 1818 wohnten in 14 Häusern 66 Personen. Auch für 1837 werden 14 Wohnhäuser angegeben. Im Urmesstischblatt 3851 Beeskow von 1846 ist bei Kummerow eine Fähre über die Spree vermerkt. 1858 wurden im Ort selber 5 Wohngebäude und elf Wirtschaftsgebäude registriert, zum Gut bzw. Gutsbezirk gehörten neun Wohngebäude und acht Wirtschaftsgebäude, darunter auch eine Stärkefabrik. 1864 waren zum Rittergut zwei eingezogene Kossätenhöfe hinzugekommen. Im Dorf bzw. Gemeindebezirk wohnten nur vier Kossäten- und eine Büdnerfamilie. Für 1900 wird die Zahl der Wohnhäuser mit elf angegeben. 1931 waren es wieder 14 Wohnhäuser. In der Bodenreform von 1946 wurden 445 ha enteignet und 403 ha an 23 Umsiedler verteilt. Die Behörden der Selbstverwaltung erhielten 30 ha, drei Altbauern eine Waldzulage von 12 ha. Bereits 1952 bildete sich die erste Landwirtschaftliche Produktionsgenossenschaft vom Typ I, die 1955 in eine LPG vom Typ III umgewandelt wurde. Eine zweite LPG vom Typ I hatte vier Betriebe, vier Mitglieder und 66 ha landwirtschaftliche Nutzfläche. Die LPG Typ III hatte 1960 mit 12 Betrieben, 34 Mitgliedern 281 ha Nutzfläche in Bewirtschaftung. 1974 wurde LPG Typ III an die LPG Leißnitz angeschlossen.

### Politische Geschichte
Der Ort gehörte zur Herrschaft Beeskow. Die Ortsherren von Kummerow waren Vasallen der jeweiligen Besitzer der Herrschaft Beeskow. Die östliche und südliche Markungsgrenze (zu Leißnitz und Zeust hin) bildete bis 1815 die sächsisch-brandenburgische Grenze.
Friedrich von Biberstein zu Beeskow und Storkow belehnte am 28. Oktober 1444 Hans von Zickow auf dem Kietz vor Beeskow mit dem Freihof daselbst und dem Brandwerder bei Kummerow. Am 22. Februar 1448 verglich Friedrich von Biberstein zu Beeskow und Storkow Anna und Nickel von Bennewitz zu Kummerow wegen des Leibgedinges.
1475 verkauften die Gebrüder Hans und Nickel von Bennewitz zu Kummerow das Stadtgerichts von Beeskow an Simon Kruße (Große). Hans von Biberstein zu Sorau, Beeskow und Storkow bestätigt den Verkauf und belehnt den Simon Große mit dem Stadtgericht zu Beeskow sowie mit Gefällen im Dorfe Neuendorf.
1556 wurde Wenzel von Bennewitz auf Kummerow mit einem Vorwerk bestehend aus sechs Hufen und mit vier Kossäten in Bahrensdorf belehnt, die er von Siegmund von Knobloch zu Treben gekauft hatte.
1572 ersuchte Jobst von Zabeltitz die Belehnung mit Kummerow. 1579 bis 1583 gehörte Kummerow den von Lossow. 1583 verkauften die Erben Heinrichs von Lossow das Gut Kummerow für 3500 Taler an Albrecht von Maltitz. Am 28. November 1583 erteilte der brandenburgische Kurfürst Johann Georg seinen Konsens zum Verkauf und belehnte Albrecht von Maltitz mit dem Gut Kummerow. Die von Maltitz behaupteten den Besitz von Kummerow bis 1793. Albrecht von Maltitz wurde am 1. Oktober 1542 in Tauche geboren. Seine Eltern waren Georg von Maltitz auf Tauche und Elisabeth von Scheidinger, Tochter des Christof von Scheidinger und der Anna Blenkin von Glessina. Albrecht von Maltitz heiratete am 6. November 1567 Euphemia von Bomsdorf, Tochter des Hans von Bomsdorf zu Bomsdorf.  Euphemia starb bereits am 18. Oktober 1575. Albrecht heiratete dann in zweiter Ehe Dorothea von Röbel, Tochter des Joachim von Röbel auf Biegen und der Margarethe von Beerfelde adH Lossow. Albrecht starb am 3. Mai 1617 in Tauche.
Erbe von Tauche und Kummerow war der Sohn Joachim aus der zweiten Ehe des Albrecht mit Dorothea, der 1578 geboren worden war. Joachim heiratete 1617 Anna von Stutterheim, Tochter des Christof von Stutterheim auf Crossen und der Elisabeth von Staugwitz adH Petsch. Joachim starb 1632 und Anna 1637. Die drei Söhne waren zu diesem Zeitpunkt noch minderjährig. Am 10. Dezember 1646 schlossen die drei Brüder Georg Wilhelm, Christoph Abraham und Siegmund von Maltitz zu Tauche einen Erbteilungsvertrag über das Gut Kummerow.
Das Gut Kummerow kam an Georg Wilhelm von Maltitz. 1649 wurden Wolf Ernst von Burgsdorff auf Merz, Georg Wilhelm von Maltitz auf Kummerow und Siegmund von Maltitz auf Tauche von den Richtern und Schöffen der Stadt Friedland wegen einer Gewalttat an dem Bürgermeister David Bock angeklagt. Georg Wilhelm war mit einer NN. von Hanau verheiratet; er starb um 1688 in Kummerow.
Erbe von Kummerow wurde der Sohn Georg Siegfried, der am 6. August 1665 in Kummerow geboren wurde. Er heiratete 1703 Margarethe Elisabeth von Göllnitz, Tochter des NN von Göllnitz und der Eva von Steinkeller adH Krügersdorf. Aus der Ehe gingen sechs Söhne und neun Töchter hervor, die jedoch meist im Kleinkindalter verstarben. Georg Siegfried starb am 9. April 1729 in Kummerow. Margarethe Elisabeth von Göllnitz überlebte ihren Mann um viele Jahre und starb am 20. August 1755 in Kummerow.
Erbe von Kummerow war Siegfried Ernst von Maltitz, geboren am 26. September 1705 in Kummerow. Er war in erster Ehe (Heirat: 27. November 1733) mit Johanna Charlotte von Zeschau verheiratet, die am 10. Juni 1746 in Kummerow starb. Er heiratete dann am 15. Mai 1747 in zweiter Ehe Charlotte Sabina von Leipziger. Siegfried Ernst Wilhelm brachte es in der kurfürstlich-brandenburgischen Armee bis zum Hauptmann. Am 21. Dezember 1753 verstarb er in Kummerow, seine zweite Frau starb ebenfalls früh 1757. Fünf Kinder aus erster Ehe erreichten das Erwachsenenalter. Ernst Gottlob (* 5. Mai 1736) wurde königlich-preußischer Geheimer Rat in der Kriegskanzlei. Er starb unverheiratet am 16. Dezember 1793 in Berlin. Die Tochter Margarethe Tugendreich (* 26. Juli 1738, + 23. März 1818) heiratete 1768 Ernst Erdmann von Wagenschütz auf Streganz. Die Tochter Christiane Charlotte (* 11. Februar 1741, + 11. Juli 1814) heiratete den Friedrich Sigismund Ernst von Zerbst auf Helmsdorf und in zweiter Ehe den Carl Gottlieb Leyser und der Sohn Georg Sigismund heiratete 1777 nach Ostpreußen und wurde „Stifter“ der dortigen Maltitz-Linie. Erbe von Kummerow wurde der mittlere Sohn Siegfried Wilhelm Ernst, geboren am 24. Juli 1739 in Kummerow. Er heiratete am 29. Mai 1768 Christiane Dorothea Rosine von John, Witwe des Karl Gottlieb Abraham von Prittwitz.  Siegfried Wilhelm Ernst (1739–1808) war lange Jahre Landrat und Direktor des Beeskow-Storkowischen Kreises. Siegfried Wilhelm Ernst von Maltitz verkaufte das Gut Kummerow 1793 an Johann Ludwig Emilius Baron von Montmartin, der von 1793 bis 1801 im Besitz von Kummerow blieb. Es folgten nun rasche Besitzerwechsel.
Von 1801 bis 1803 gehörte Kummerow mit dem Rittergut dem preußischen Generalmajor August Friedrich von der Drössel. 1805 bis 1847 folgte der Kriegs- und Domänenrat bzw. Ritterschaftsrat und Dichter Johann Friedrich Wilhelm von Schütz wohnhaft in Reichenwalde/Radzików bei Ziebingen/Cybinka. Er ließ 1805 eine Mühle mit einem Grütz- und Graupengang in Kummerow bauen. 1855 und 1857 gehörte Dorf und Rittergut Kummerow dem Otto Jochmus. Berghaus nennt noch für 1850 einen Besitzer Hugo von Krakewitz.
Adolf Frantz führt Kummerow unter den Gütern mit bürgerlichem Besitzer, leider ohne Namen. Das Generaladressbuch von 1879 nennt als Besitzer die Brüder Rudolph Scherz in Kliestow und Hermann Scherz in Kränzlin. Das Gut hatte eine Größe von 436,98 ha, davon 275,94 ha Acker, 28,29 ha Wiesen, 60,43 ha Hutung, 69,66 ha Wald und 3,66 ha Wasser. Der Grundsteuerreintrag belief sich auf 2400 Mark. Handbuch des Grundbesitzes im Deutschen Reiche von 1885 nennt nun Ernst Scherz. Unter der Rubrik Industrielle Anlage ist eine Stärkefabrik aufgeführt.
Er wird auch noch 1910 in Kummerow genannt. 1914 war dagegen schon Julius Fedkenhauer Besitzer des Rittergutes Kummerow. Er ließ das Gut von einem Verwalter namens Müller bewirtschaften. Dieser hatte 1907 das Rittergut Waldow (heute Ortsteil Waldow/Brand der Gemeinde Schönwald nördlich Luckau) im Besitz und mit dem Erwerb von Kummerow dieses verkauft. 1921 war Julius Fedkenhauer Besitzer des Rittergutes Kummerow, sein Verwalter war nun ein gewisser Gurran.
1929 war immer noch Julius Fedkenhauer im Besitz des Gutes; das Rittergut hatte eine Größe von 443 ha.
Aus den Herrschaften Beeskow und Storkow bildete sich im Verlauf des 17. und 18. Jahrhunderts der Beeskow-Storkowische Kreis heraus, der bei der Kreisreform 1816 aufgelöst wurde. Kummerow kam zum Kreis Lübben-Beeskow, der 1835 wieder aufgelöst wurde. Die ehemaligen Herrschaften Beeskow und Storkow wurden nun zum Kreis Beeskow zusammengefasst. Der Kreis Beeskow hatte bis 1950 Bestand, als Kummerow für zwei Jahre zum Kreis Fürstenwalde kam. 1952 wurde der Kreis Beeskow neu, aber mit veränderten Grenzen im Bezirk Frankfurt/Oder geschaffen. Dieser Kreis hatte bis 1993 Bestand, als er bei der Kreisreform im Land Brandenburg im neu geschaffenen Landkreis Oder-Spree aufging.
1807 trat die Landgemeinde bzw. Gemeindebezirk rechtlich neben den Gutsbezirk, wobei allerdings der Gemeindebezirk Kummerow mit nur 214 Morgen gegenüber 1755 Morgen des Gutsbezirks Kummerow sehr klein war. Erst 1928 wurden Gemeindebezirk und Gutsbezirk zur Gemeinde Kummerow vereinigt. 1992 schloss sich Kummerow mit 15 anderen Gemeinden zu einer Verwaltungsgemeinschaften zusammen, dem Amt Friedland (Niederlausitz) zusammen. Zum 31. März 2001 bildete sich aus den Gemeinden Chossewitz, Groß Briesen, Günthersdorf, Karras, Klein Muckrow, Kummerow, Leißnitz, Lindow, Niewisch, Pieskow, Schadow, Weichensdorf, Zeust sowie der Stadt Friedland die neue Stadt Friedland. Mit der gesetzlich verordneten Eingliederung von Reudnitz 2003 waren nun alle amtsangehörigen Orte in die Stadt Friedland eingegliedert und das Amt Friedland wurde aufgelöst. Seither ist Kummerow ein Ortsteil der Stadt Friedland.
Ortsvorsteher ist Herr Wolfgang Schulze (2018).

### Kirchliche Geschichte
Kummerow war immer eingekircht in Beeskow.

## Denkmale und Sehenswürdigkeiten

### Bodendenkmale
Die Denkmalliste des Landes Brandenburg für den Landkreis Oder-Spree verzeichnet drei Bodendenkmale in Kummerow:
- Nr. 90777 Flur 1, 2: der Dorfkern der Neuzeit, der Dorfkern aus dem deutschen Mittelalter, eine Siedlung des slawischen Mittelalter, eine Siedlung der römischen Kaiserzeit
- Nr. 90779 Flur 1: eine Siedlung der Eisenzeit, eine Siedlung der römischen Kaiserzeit
- Nr. 90778 Kummerow, Flur 2, Leißnitz Flur 1: eine Siedlung der Steinzeit

### Gutshaus
Kein eingetragenes Baudenkmal, aber durchaus sehenswert ist das Gutshaus in Kummerow, das um 1900 errichtet worden ist. Seit den 1960er Jahren war hier eine Abteilung des Beeskower Krankenhauses untergebracht. Das Gebäude ist seit den 1990er Jahren in privatem Besitz und modern saniert. Die eingerichteten Wohnungen sind vermietet.

## Naturschutz
Zum 2003 geschaffenen Naturschutzgebiet Spreewiesen südlich Beeskow gehört der nordwestliche Zipfel der Gemarkung, der zwischen Spree und K6715 liegt. Auch im südlichen Teil der Gemarkung ist der Uferstreifen südlich des Ortskerns geschützt.